# Aliskirèn
L'aliskirèn (Rasilez®) és el primer d'una classe de medicaments anomenats inhibidors directes de la renina. La seva indicació autoritzada actual és la hipertensió arterial essencial. Aliskiren va ser co-desenvolupada pelper les companyies farmacèutiques Novartis i Speedel.
Va ser aprovada als EUA per l'Administració d'Aliments i Fàrmacs el 2007.
El desembre del 2011, Novartis va haver d'aturar un assaig clínic del fàrmac després de descobrir "una major incidència després dels 18-24 mesos d'ictus no mortal, complicacions renals, hiperpotassèmia i hipotensió arterial en pacients amb diabetis mellitus tipus 2 juntament amb IECA o ARA-II."